# Janko Božé
Janko Božé (COBISS) je mladinsko delo avtorja Josipa Stritarja (1836-1923). Povest je izšla v zbirki Lešniki in Jagode, leta 1969 pri založbi Mladinska knjiga.
Avtor je v povesti Janko Bože na kratko predstavil življenje Janka. Živel je v revni družini in kot štirinajstletnemu mu je umrl oče. Takrat se je Janko odločil, da bo odšel na Dunaj služit. Vsak mesec je pridno domov pošiljal materi denar za preživetje. Po peteih letih bivanja na Dunaju, se je Janko vrnil k materi v rodni kraj in se srečno poročil.

## Vir
- Josip Stritar: Lešniki in jagode, 1899